# Nikki Brammeier
Nikki Brammeier née Harris le 30 décembre 1986 à Draycott dans le Derbyshire, est une coureuse cycliste britannique. Spécialisée dans le VTT et le cyclo-cross, elle a notamment remporté le classement général du Superprestige en 2011-2012. 

## Biographie

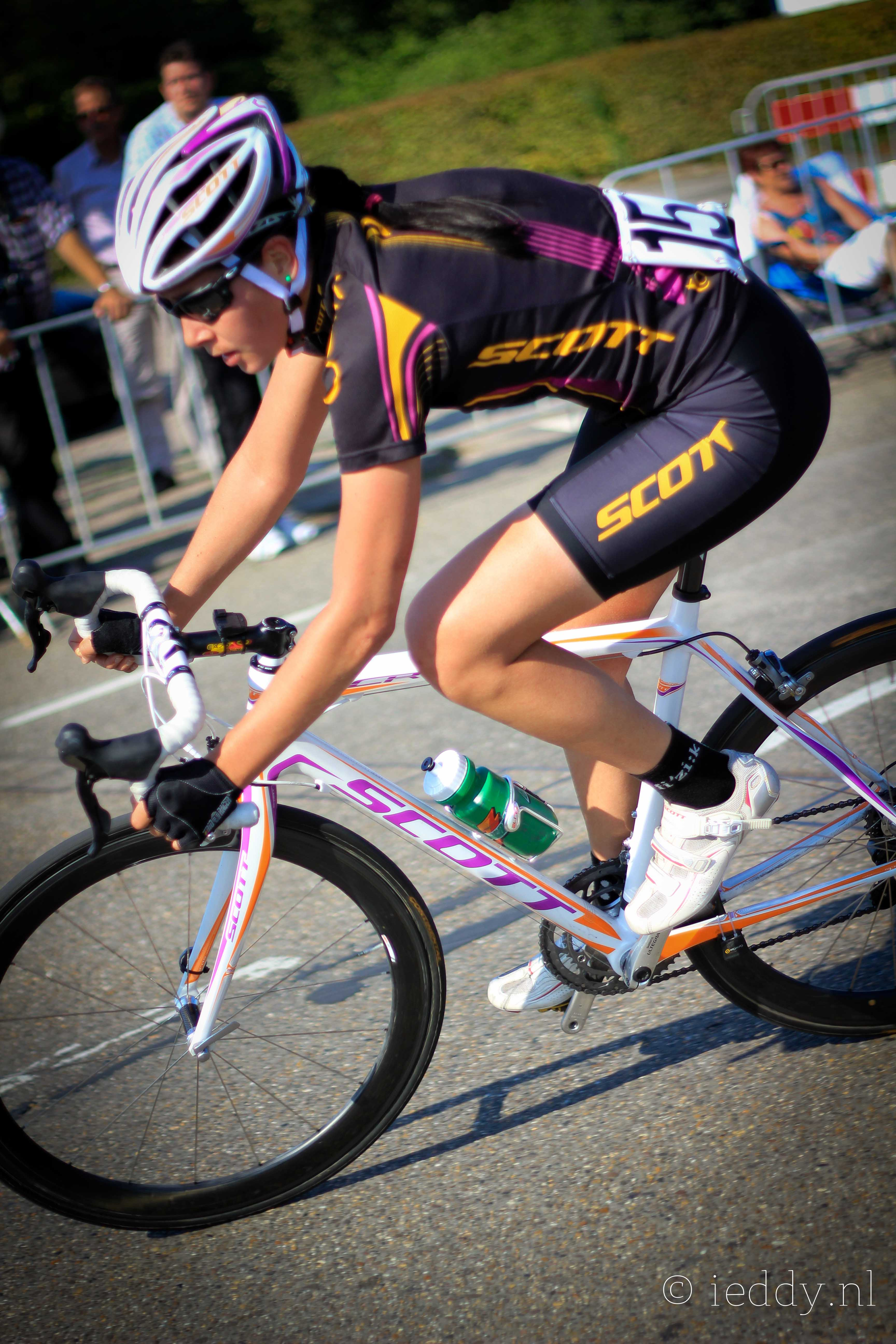
Nikki Harris en 2011.

Dans sa jeunesse, Nikki Harris pratique plusieurs disciplines cyclistes, mais sa préférence va au cyclo-cross. En 2005, à l'âge de 18 ans, elle participe à la Coupe du monde sur piste de Manchester. Elle continue à se consacrer à ce sport et participe, entre autres, aux championnats du monde sur piste de 2005. Mais après deux ans de compétition, elle décide de revenir au cyclo-cross.
Dans les années 2010, Harris est l'une des leaders mondiales du cyclo-cross. Elle remporte quatre médailles aux championnats d'Europe et devient à trois reprises championne de Grande-Bretagne. Aux championnats du monde, elle se classe dans le top 10 à six reprises entre 2012 à 2019, la quatrième place en 2015 étant son meilleur résultat. Ses victoires les plus importantes sont le GP Mario De Clercq en 2013 (victoire qu'elle a dédié à sa coéquipière Amy Dombroski, décédée dans un accident) et le cyclo-cross de la Citadelle de 2015, une manche de la Coupe du monde.
Durant l'été, elle participe à des courses de VTT cross-country, où elle monte plusieurs fois sur le podium des championnats britanniques et parvient à décrocher le titre en 2012. Après avoir déjà participé à des courses sur route à un niveau secondaire, elle rejoint l'équipe Boels-Dolmans fin 2015 dans le but de se qualifier pour la course sur route des Jeux olympiques de 2016, qu'elle termine à la 52e place. Fin 2017, elle quitte la formation Boels-Dolmans et revient au cyclo-cross.
Après une pause de plusieurs années à la suite de la naissance de sa fille en 2019, elle participe à titre privé à plusieurs courses en Grande-Bretagne, notamment aux championnats nationaux de cyclo-cross.

## Vie privée
En 2016, Harris se marie avec son partenaire de longue date, le cycliste irlandais Matthew Brammeier et prend son nom de famille. Mi-2019, elle met fin à sa carrière en raison d'une grossesse. Sa fille est née la même année. 

## Palmarès en cyclo-cross
- 2009-2010
  - 2e du championnat de Grande-Bretagne
- 2010-2011
  - 2e du championnat de Grande-Bretagne
- 2011-2012
  - Classement général du Superprestige
  - 2e du championnat de Grande-Bretagne
  - 6e du championnat du monde de cyclo-cross
- 2012-2013
  -  Championne de Grande-Bretagne de cyclo-cross
  - Superprestige #1, Ruddervoorde
  - Superprestige #4, Gavere
  - Vlaamse Industrieprijs Bosduin, Kalmthout
  - Soudal Jaarmarktcross Niel, Niel
  -  Médaillée de bronze du championnat d'Europe
  - 3e de la Coupe du monde
- 2013-2014
  - Superprestige #6, Hoogstraten
  - Superprestige #2-Bollekescross, Hamme-Zogge
  - Trophée Banque Bpost #1 - GP Mario De Clercq, Renaix
  -  Médaillée d'argent du championnat d'Europe
  - 2e de la Coupe du monde
  - 2e du championnat de Grande-Bretagne
  - 5e du championnat du monde de cyclo-cross
- 2014-2015
  - Superprestige #5, Francorchamps
  - International Cyclo-cross Rucphen
  -  Médaillée de bronze du championnat d'Europe
  - 4e du championnat du monde de cyclo-cross
- 2015-2016
  -  Championne de Grande-Bretagne de cyclo-cross
  - Coupe du monde de cyclo-cross #4 - Cyclo-cross de la Citadelle, Namur
  -  Médaillée de bronze du championnat d'Europe
  - 5e du Championnat du monde de cyclo-cross
- 2016-2017
  -  Championne de Grande-Bretagne de cyclo-cross
  - 9e du championnat du monde de cyclo-cross
- 2017-2018
  - SOUDAL Classics-Jaarmarktcross, Niel
  - 2e du championnat de Grande-Bretagne
  - 4e de la Coupe du monde
- 2018-2019
  -  Championne de Grande-Bretagne de cyclo-cross
  - 3e du IJsboerke Ladies Trophy
  - 8e du championnat du monde de cyclo-cross
  - 9e du championnat d'Europe de cyclo-cross
- 2023-2024
  - National Trophy Series #3, Derby

## Palmarès en VTT
- 2012

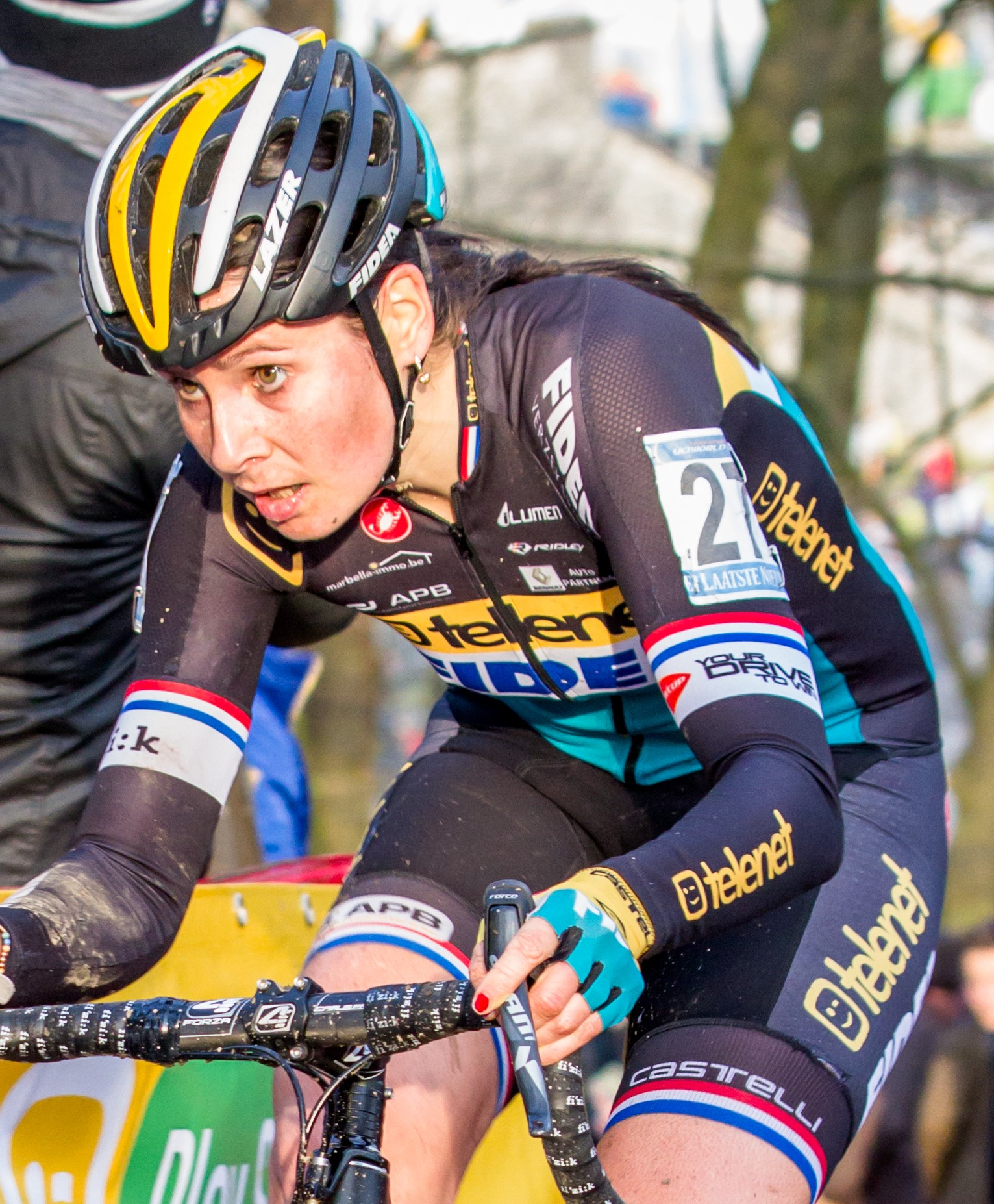
Lors du cyclo-cross de Namur en 2015.

  -  Championne de Grande-Bretagne de cross-country

## Palmarès sur piste

### Coupe du monde
- 2005-2006
  - 3e de la course aux points à Sydney

### Championnats de Grande-Bretagne
- 2003
  -  Championne de Grande-Bretagne du 500 mètres juniors
  -  Championne de Grande-Bretagne de poursuite juniors
  -  Championne de Grande-Bretagne de course aux points juniors
- 2005
  - 3e de la course aux points
- 2006
  - 2e de la poursuite

## Palmarès sur route

### Par années
- 2016
  - 1re étape de l'Energiewacht Tour (contre-la-montre par équipes)
- 2017
  - 1re étape du Tour d'Italie (contre-la-montre par équipes)

### Classements mondiaux
| Année                                 | 2009 | 2010 | 2011 | 2012 | 2013 | 2014 | 2015 | 2016 | 2017 |
| ------------------------------------- | ---- | ---- | ---- | ---- | ---- | ---- | ---- | ---- | ---- |
| Classement UCI                        | 142e | nc   | nc   | 218e | nc   | nc   | 616e | 152e | 506e |
| UCI World Tour                        |      |      |      |      |      |      |      | 87e  | 169e |
|                                       |      |      |      |      |      |      |      |      |      |
| Légende : nc = non classéSource : UCI |      |      |      |      |      |      |      |      |      |